# Etienne de Villiers
Etienne de Villiers (ur. w 1950 roku w Pretorii) – prezes rosyjskiego zespołu Formuły 1 Marussia Virgin Racing i dyrektor wykonawczy oraz prezes w BBC Worldwide.

## Życiorys
Etienne de Villiers urodził się i wychowywał w Pretoria w Związku Południowej Afryki. Jest prezesem i dyrektorem zarządzającym w The Walt Disney Company z siedzibą w Londynie w Wielkiej Brytanii. Był odpowiedzialny za kierowanie i koordynowanie działań w Europie, Bliskim Wschodzie i Afryce. Został przewodniczącym w Walt Disney Television International. Na tym stanowisku był odpowiedzialny za międzynarodową darmową i płatną telewizję w tym wszystkie produkcje i rozpowszechnianie działań The Walt Disney Company poza Stanami Zjednoczonymi. W grudniu 2009 roku został powołany na stanowisko przewodniczącego rosyjskiego zespołu Marussia Virgin Racing w Formule 1.
Pełnił funkcję dyrektora stowarzyszenia Tennis Professionals, pracował tam od 2005 do stycznia 2009 roku, dokonywał istotnych zmian w organizacji.